# Grzymisława de Luck
Grzymisława de Loutsk ou Grzymisława de Kiev, née entre 1185 et 1195 et morte le 8 novembre 1258 (?), est une princesse de la dynastie des Riourikides, fille d'Ingwar de Kiev. En 1207, elle épouse Lech le Blanc et devient ainsi duchesse de Petite-Pologne jusqu'à la mort de son mari en 1227.

## Origine
Les avis divergent sur la question de son origine : selon certains historiens, Lech le Blanc a épousé en 1207 une fille d'Ingwar de Kiev inconnue puis, vers 1211, Grzymisława, fille de Iaroslav IV Vladimirovitch (mort après 1207), prince de Novgorod.

## Mariage et descendance
En 1207, Grzymisława épouse Lech le Blanc (1186/1187-1227), princeps de Pologne depuis 1206. Ils eurent trois enfants :

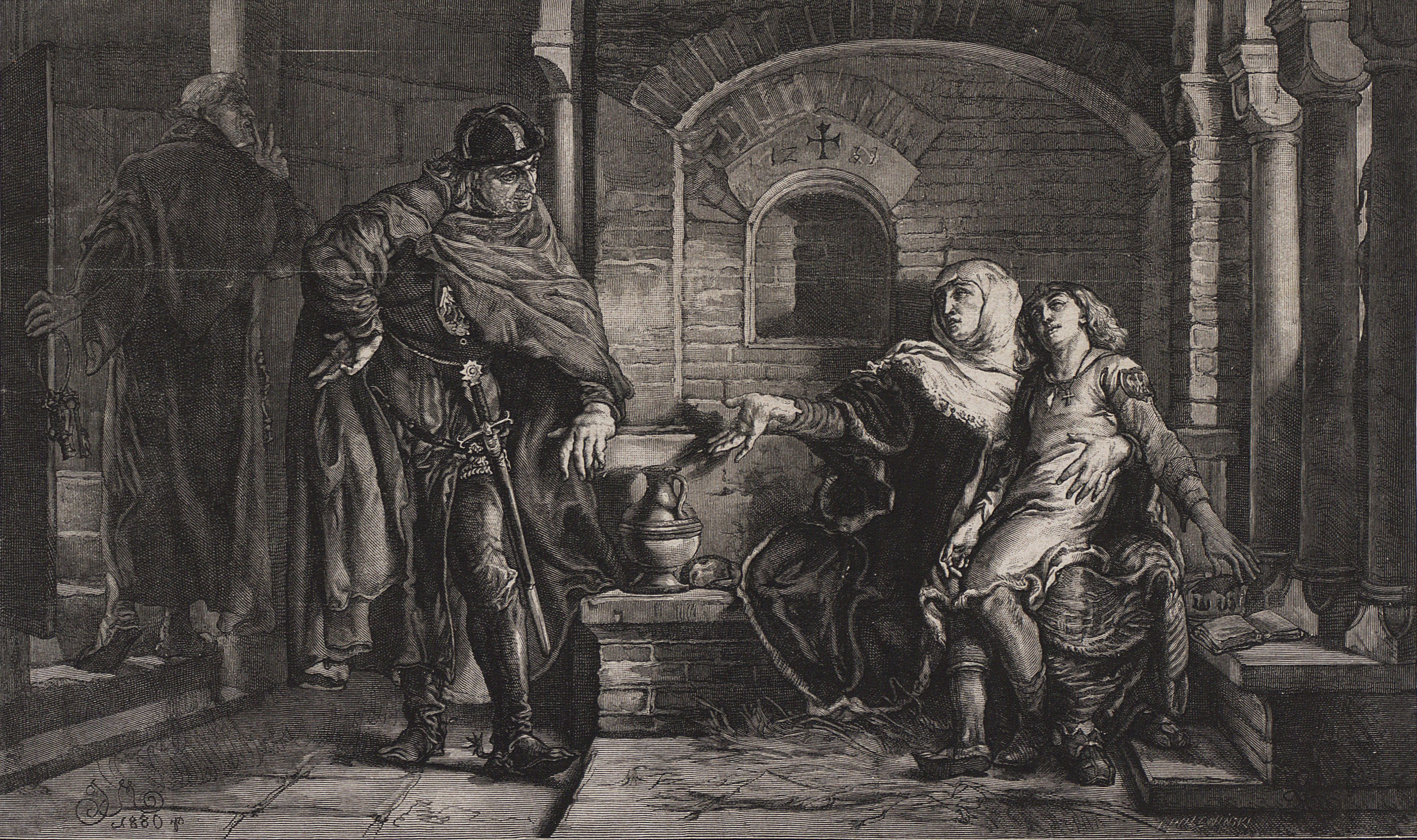
La veuve Grzymisława avec son fils.

- Salomé (1211/1212-1268) qui épousa Coloman de Galicie (v.1207-1241) en 1214, devenue clarisse et reconnue bienheureuse par l'Église catholique ;
- Hélène (morte en 1265) qui épousa Vasilko Romanovitch (1203-1269)[1], fils de Roman le Grand ;
- Boleslas (1226-1279) qui devient duc de Sandomierz en 1227 et princeps de Pologne en 1243.

## Sources
- (en) Cet article est partiellement ou en totalité issu de l’article de Wikipédia en anglais intitulé « Grzymisława of Luck » (voir la liste des auteurs).